# Pozón
Pozón (en asturiano y oficialmente, El Pozón) es una parroquia perteneciente al concejo de Tineo, Asturias, España, situada al suroeste de la capital del concejo (Parroquia de Tineo), se llega por carretera AS-217, la parroquia la componen los pueblos de Berdulés (Bardulés), Cachorrero (El Cachorreru) y El Pozón. La población total de la parroquia es de 102 habitantes la del pueblo de El Pozón es de 8.